# Міжнародна фінансова корпорація розвитку США
Міжнародна фінансова корпорація розвитку США (United States International Development Finance Corporation, DFC) — це установа та агентство федерального уряду Сполучених Штатів, що займається фінансуванням розвитку. DFC інвестує в проекти розвитку переважно в країнах з низьким та середнім рівнем доходу. Вперше уповноважене 5 жовтня 2018 року Законом BUILD, незалежне агентство було утворене 20 грудня 2019 року шляхом об'єднання Корпорації приватних закордонних інвестицій (англ. Overseas Private Investment Corporation, OPIC) з Управлінням з кредитування розвитку (англ. Development Credit Authority, DCA) Агентства США з міжнародного розвитку (USAID), а також з кількома іншими меншими офісами та фондами.
Кредитні можливості DFC використовуються для надання позик, гарантування позик, прямих інвестицій у акціонерний капітал та страхування політичних ризиків для проектів розвитку, що очолюються приватним сектором, техніко-економічних обґрунтувань та технічної допомоги. DFC інвестує в кілька секторів, включаючи енергетику, охорону здоров'я, критично важливу інфраструктуру та технології із заявленими пріоритетами розширення прав і можливостей жінок, інновацій, інвестицій у Західну Африку та Західну півкулю, а також зміни клімату.

## Історія
Зусилля США з фінансування розвитку були об'єднані в рамках Корпорації приватних закордонних інвестицій у 1969 році президентом Річардом Ніксоном, передавши відповідальність від Агентства США з міжнародного розвитку (USAID). Метою було сприяння більш діловому управлінню політикою фінансування розвитку. У 2010-х роках адміністрація Обами почала підтримувати подальшу консолідацію фінансування розвитку США з огляду на зростання китайських інвестицій у країни, що розвиваються (зокрема, через ініціативу «Пояс і шлях»).
Адміністрація Трампа спочатку виступала проти OPIC, і в запропонованому бюджеті на 2018 рік передбачалося повне скасування OPIC, але підтримка деяких посадовців адміністрації, сенаторів та інших переконала Білий дім підтримати консолідацію зусиль OPIC та фінансування розвитку відповідно до політичних пріоритетів Президента. Невдовзі після цього до Конгресу було внесено відповідне законодавство — Закон про краще використання інвестицій, що ведуть до розвитку (BUILD) — для створення DFC.

### Закон про краще використання інвестицій, що ведуть до розвитку (BUILD)
Закон BUILD був внесений до Палати представників та Сенату в лютому 2018 року за широкої двопартійної підтримки на основі пропозицій, розроблених дослідниками Центру глобального розвитку. Він був прийнятий Сенатом як частина законопроекту про повторне уповноваження Федерального управління цивільної авіації на початку жовтня 2018 року результатом голосування 93 проти 6; його вже було прийнято Палатою представників. Його було підписано президентом Трампом 5 жовтня.
Занепокоєння щодо китайських інвестицій за кордоном та нездатність існуючих американських установ з фінансування розвитку встигати за цими темпами були основним фактором, що просував прийняття Закону, а створення Комісії з фінансування розвитку широко розглядається як засіб протидії Китаю, зокрема його ініціативі «Один пояс, один шлях».
Закон мав на меті усунути недоліки в чинній політиці США щодо фінансування розвитку, зокрема обмеження на дії OPIC. Порівняно з OPIC, Закон про будівництво полегшує вимоги щодо громадянства США для сторін певних інвестицій, що здійснюються DFC; дозволяє DFC володіти акціями (а не лише надавати позики); дозволяє DFC брати на себе більший тягар ризику, ніж OPIC, для певного проекту; та дозволяє DFC надавати позики в місцевих валютах. Загальний ліміт витрат DFC на інвестиції також було збільшено до 60 мільярдів доларів порівняно з 29 мільярдами доларів для OPIC.

### Повторна авторизація
Для продовження роботи DFC необхідне повторне схвалення Конгресом до 6 жовтня 2025 року.
Центр стратегічних та міжнародних досліджень (CSIS) запропонував подвоїти ліміт витрат до 120 мільярдів доларів та надати установі більше незалежності в рамках перепідтвердження.

## Інвестиції та пріоритети
DFC інвестує в такі сектори, як санітарія, інфраструктура, охорона здоров'я та продовольча безпека. DFC перераховує серед ширших тем своїх інвестиційних пріоритетів визначає інновації, сталі робочі місця, захист працівників, розширення економічних прав і можливостей жінок та зміцнення глобальних ланцюгів поставок. DFC заявляє, що її інвестиції спрямовані на просування глобального розвитку, зовнішньої політики США та інтересів платників податків США.
Конкретні ініціативи DFC включають Жіночу ініціативу 2X, успадковану від OPIC, яка зосереджена на підприємствах та/або продуктах і послугах, що належать жінкам, розроблених для розширення прав і можливостей жінок. DFC співпрацювала з USAID та іншими агентствами США в рамках програми Power Africa, яка сприяла укладенню угод в енергетичному секторі по всьому континенту, та Ініціативи Prosper Africa, запущеної у 2018 році з метою сприяння інвестиціям та торгівлі між США та Африкою, протидіючи китайському впливу.

### Реакція на COVID-19
14 травня 2020 року президент Трамп підписав Указ, який делегує повноваження головному виконавчому директору DFC надавати позики приватним установам для підтримки реагування на COVID-19 або зміцнення відповідних ланцюгів поставок. Адміністрація Трампа через DFC оголосила про намір надати Kodak $765. мільйонний кредит на виробництво інгредієнтів, що використовуються у фармацевтичній промисловості, з метою відновлення національних запасів, виснажених пандемією COVID-19, та зменшення залежності від іноземних заводів. Фінансування було призупинено, оскільки Комісія з цінних паперів та бірж США почала розслідувати звинувачення в інсайдерській торгівлі керівниками Kodak перед оголошенням угоди, а генеральний інспектор DFC оголосив про перевірку умов кредиту. Агентство зазнало критики за угоду про позику. Агентство виділило мільйони доларів компанії ApiJect Systems.

## Лідерство

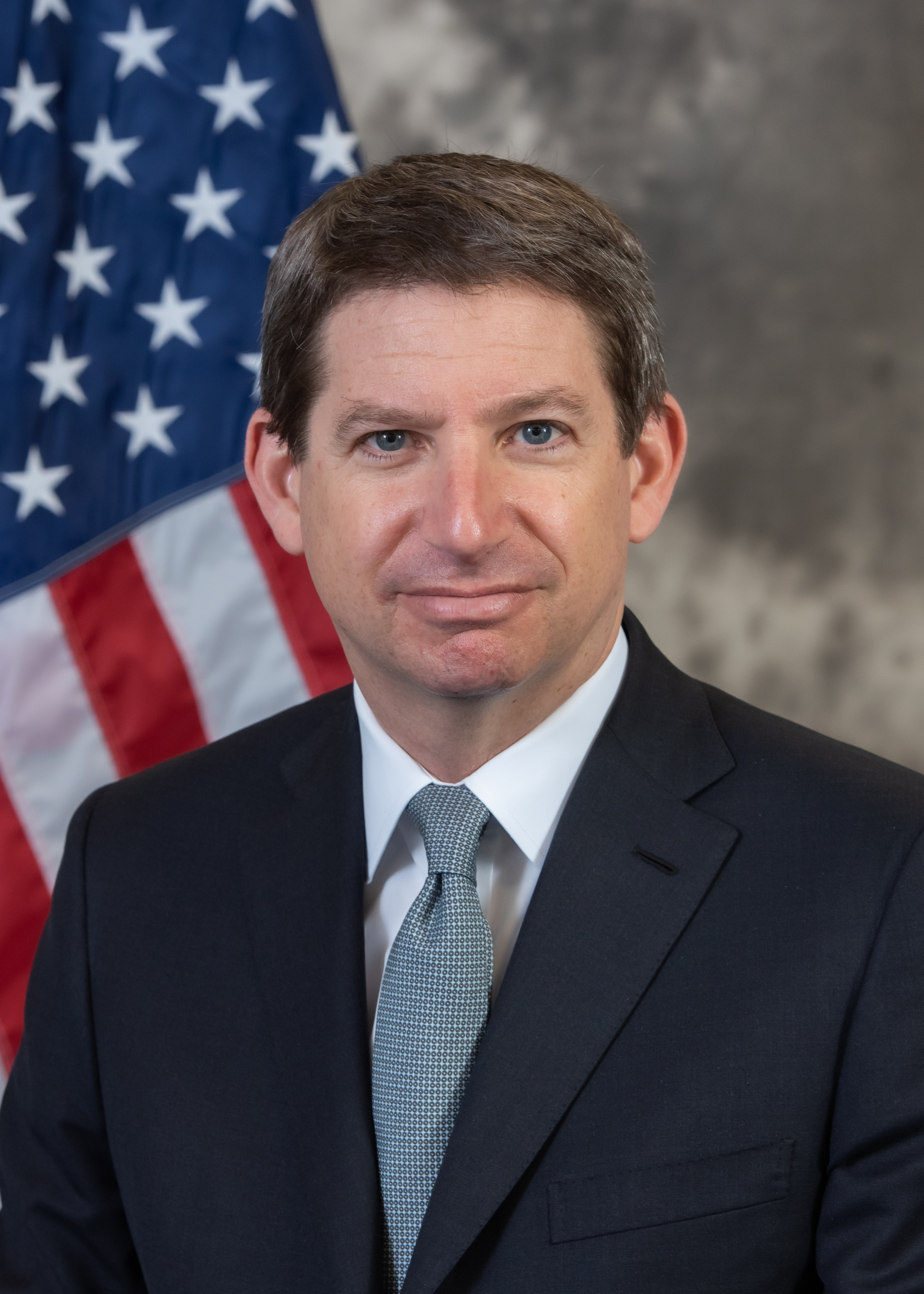
Скотт Натан, генеральний директор з 2022 по 2025 рік

Найновіший генеральний директор, Скотт Натан, був висунутий адміністрацією Байдена-Гарріс у вересні 2021 року та затверджений 9 лютого 2022 року.
| Ні. | Генеральний директор  | Термін служби                       |
| --- | --------------------- | ----------------------------------- |
| 1   | Адам С. Белер         | 1 жовтня 2019 р. — 20 січня 2021 р. |
| –   | Дев Джагадесан (В.о.) | 20 січня 2021 р. — 9 лютого 2022 р. |
| 2   | Скотт А. Натан        | 9 лютого 2022 р. — 20 січня 2025 р. |

Посаду заступника генерального директора вперше обійняла Ніша Десаї Бісвал у 2023 році.
| Ні. | Заступник генерального директора | Термін служби                        |
| --- | -------------------------------- | ------------------------------------ |
| 1   | Ніша Десаї Бісвал                | 14 серпня 2023 р. — 20 січня 2025 р. |

### Рада директорів
Рада директорів складається з дев'яти членів, чотирьох з яких призначає президент Сполучених Штатів за згодою Сенату Сполучених Штатів, а п'ятьох — за посадою. П'ятьма членами за посадою є генеральний директор DFC, Державний секретар США, Адміністратор Агентства США з міжнародного розвитку, Міністр фінансів США та Міністр торгівлі США. Окрім генерального директора, їх можуть представляти в раді директорів призначені ними особи. Призначена особа має бути з числа посадових осіб, призначених Президентом за порадою та згодою Сенату; чиї обов'язки стосуються програм Корпорації; та призначених Президентом та діючих за його згодою.
З чотирьох призначених членів по одному призначається зі списків щонайменше з п'яти осіб, поданих відповідно Спікером та лідером меншості та більшості Палати представників та Сенату. Під час складання своїх списків вони повинні консультуватися з лідером своїх партій у Комітеті у закордонних справах та Комітеті у закордонних відносинах відповідно. Ці члени не можуть бути посадовцями або співробітниками уряду США та повинні мати відповідний досвід, який може включати досвід, пов'язаний з приватним сектором, довкіллям, профспілковими організаціями або міжнародним розвитком.
Ці четверо обіймають посади терміном на три роки та можуть бути перепризначені на ще один термін. Вони можуть продовжувати виконувати обов'язки після закінчення кожного терміну своїх повноважень, доки не буде затверджено наступника.
Державний секретар або призначена ним особа є головою ради. Адміністратор USAID або призначена ним особа виконує обов'язки заступника голови. Кворум становить більшість членів правління.

### Поточні члени правління
Чинний склад правління станом на 3 березня 2025:
| Позиція                                           | Ім'я                  | Партія          | Вступив на посаду | Закінчення терміну |
| ------------------------------------------------- | --------------------- | --------------- | ----------------- | ------------------ |
| Голова (за посадою) Державний секретар            | Марко Рубіо           | Республіканська | 21 січня 2025     | —                  |
| Заступник голови (за посадою) Адміністратор USAID | Марко Рубіо           | Республіканська | 3 лютого 2025     | —                  |
| Член (за посадою) Генеральний директор DFC        | Вакантно              |                 |                   |                    |
| Член (за посадою) Міністр фінансів                | Скотт Бессент         | Республіканська | 28 січня 2025     | —                  |
| Член (за посадою) Міністр торгівлі                | Говард Лутнік         | Республіканська | 21 лютого 2025    | —                  |
| Член                                              | Christopher P. Vincze | Республіканська | 13 червня 2019    | 17 грудня 2019     |
| Член                                              | Deven J. Parekh       | Демократична    | 16 грудня 2020    | 16 грудня 2023     |
| Член                                              | Irving W. Bailey II   | Республіканська | 16 грудня 2020    | 16 грудня 2023     |
| Член                                              | Вакантно              |                 |                   |                    |

## Прийняття
Коментатори критикують інвестиції DFC у країни з рівнем доходу вище середнього, які, очевидно, спрямовані на досягнення цілей зовнішньої політики США, окрім міжнародного розвитку, описуючи ці інвестиції як розтягнення повноважень.
Скотт Морріс з Центру глобального розвитку розкритикував правила федерального бюджету, які вимагають від DFC розглядати інвестиції в акціонерний капітал як витрати «без компенсації очікуваної фінансової прибутковості», на відміну від позик, бюджет яких закладається на основі витрат на їх субсидії.